# Pascale Obolo
Pascale Obolo, née le 7 janvier 1967 à Yaoundé, est une artiste plasticienne, productrice, commissaire d'exposition et réalisatrice camerounaise. Elle est aussi fondatrice et rédactrice en chef de la revue d'art contemporain africain, Afrikadaa.  

## Biographie
Pascale Obolo est née à Yaoundé, au Cameroun en 1967, au sein d'une fratrie de sept enfants. Sa mère est infirmière, son père directeur d'école puis journaliste. Exilé pour des raisons politiques, il travaille ensuite dans le secteur bancaire. Pascale Obolo arrive en France à l'âge de 6 ans. Elle grandit à Villeneuve-Saint-Georges et à Alfortville. Elle s'intéresse au mouvement hip-hop et son second groupe de rap, après Dutch Force System, s’appelle Ladie’s Night. C'est le premier groupe de rap de femmes en France.
Elle fait ses études à l'université Paris-VIII où elle découvre le cinéma africain. Elle s'intéresse également aux mouvements artistiques, à travers la lecture du magazine Revue Noire. Elle devient l'assistante du sociologue Georges Lapassade, écrit pour différents périodiques, puis se consacre au cinéma. Elle travaille sur des vidéo-clips de musiques du monde, puis réalise des vidéos expérimentales. En 1998, elle sort son premier film documentaire, Xuluv Bët the creator. Les réalisations cinématographiques s'enchaînent ensuite. Dans les années 2000, elle crée ainsi plusieurs documentaires consacrés à la Guyane, puis à Trinité-et-Tobago, et au calypso. Elle vit à Paris, en France. Elle crée également en 2013 la revue Afrikadaa, dont elle devient directrice de publication,.
En 2020, Pascale Obolo est invitée à contribuer à un projet d'exposition féministe au musée municipal d'art actuel de Gand. Au cours de son travail de recherche, elle établit que 13% des artistes du musée sont des femmes. Aucune n'est issue de la diaspora noire belge. L'exposition est annulée. Pascale Obolo décide alors de faire un documentaire sur l'effacement des récits et l'absence des artistes racisées dans les collections muséales en Belgique.

## Filmographie
Pascale Obolo est l'auteure de plusieurs films :
- Graff' Mouve, 1995
- Défilés du salon du prêt à porter, 1997
- Xuly Bët le créateur, 1998
- Yaoundé à l'heure des cybercafés, 1999
- Les Nubiennes, 2000
- Mungal, 2001
- Manu Chao, 2001
- 3 Canal, 2002
- La rue plutôt qu'un taudis, 2002
- Expo graffitti, 2002
- Roots de Guyane, 2003
- La naissance du cinéma africain, 2005
- Calypso@Dirty Jim's, 2005
- La Fabrique des contre-récits, 80 min, 2021

## Prix et récompenses
- 2è prix compétition documentaire au FESPACO avec Calypso Rose, 2013, Burkina Faso[9],[10].
- Grand Prix du meilleur documentaire, Festival Écrans Noirs, 2013, Cameroun[10]
- Meilleur documentaire, Festival Quintessence, 2012, Ouidah, Bénin[10]